# الدوري الأمريكي لكرة القدم 2012
الدوري الأمريكي لكرة القدم 2012 (بالإنجليزية: 2012 Major League Soccer season)‏ هو الموسم 17 من  الدوري الأمريكي لكرة القدم. أقيم خلال الفترة 2012 وحتى 1 ديسمبر 2012، وكان عدد الأندية المشاركة فيه  19، وفاز فيه لوس أنجلوس غلاكسي.